# Сід Джелінек
Сід Джелінек (англ. Sid Jelinek, 18 березня 1899 — 9 березня 1979) — американський академічний веслувальник.
Бронзовий призер Олімпійських Ігор 1924 року в складі розпашної четвірки зі стерновим.